# 天神山トンネル (富山県)
天神山トンネル（てんじんやまトンネル）は、富山県魚津市を通る、富山県道67号宇奈月大沢野線および富山県道128号阿弥陀堂魚津停車場線のトンネル。完成当初は新川広域農道（新川スーパー農道）のトンネルでもあった。
高台にある天神山麓の集落や魚津歴史民俗博物館の地下を通過する。

## 概要
- 起点：富山県魚津市小川寺[2]
- 終点：富山県魚津市青柳[2]
- 延長：881m[2]
- 幅員：10.25m（車道6.5m、歩道2.0m×2）[2]
- 総工事費：約41億円[2]

## 歴史
- 1992年度：事業着手[2]。
- 1995年
  - 11月7日：完成[1]。
  - 11月24日：開通[1]。